# William Beckman
William "Bill" Beckman (Nova York, 12 de maig de 1881 - Nova York, 14 de juny de 1933) va ser un lluitador estatunidenc que va competir a principis del segle xx. El 1904 va prendre part en els Jocs Olímpics de Saint Louis, on va guanyar la medalla de plata en la categoria de pes wèlter, de fins a 71,7 kg. Beckman va perdre en la final contra Charles Ericksen.